# فالونا (كاليفورنيا)
فالونا (بالإنجليزية: Valona, California)‏ هي منطقة سكنية تقع في الولايات المتحدة في مقاطعة كونترا كوستا، كاليفورنيا.  يقدر عدد سكانها   وترتفع عن سطح البحر 19 متر.